# 2846 Ylppö
A 2846 Ylppö (ideiglenes jelöléssel 1942 CJ) egy kisbolygó a Naprendszerben. Liisi Oterma fedezte fel 1942. február 12-én.